# لانا فيسي
لانافيسي هي بحيرة متوسطة الحجم تقع في منطقة مستجمعات المياه الرئيسي كيميجوكي. وهي تقع في منطقة سافو الجنوبية في فنلندا.